# متباينة الحرارة

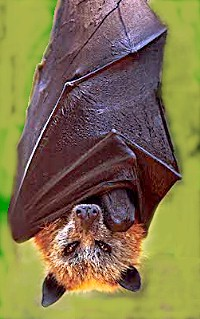
الخفاش في وضع الراحة

متباينة الحرارة أو متغايرة الحرارة أو متغير الحرارة (باليونانية: Heterothermy)‏ (تعني: heteros = Ετερο = «غير»؛ thermē = θέρμη = «حرارة»). هو مصطلح فسيولوجي للحيوانات التي تظهر عليها خصائص كل من متغيرة الحرارة وثابتة الحرارة.

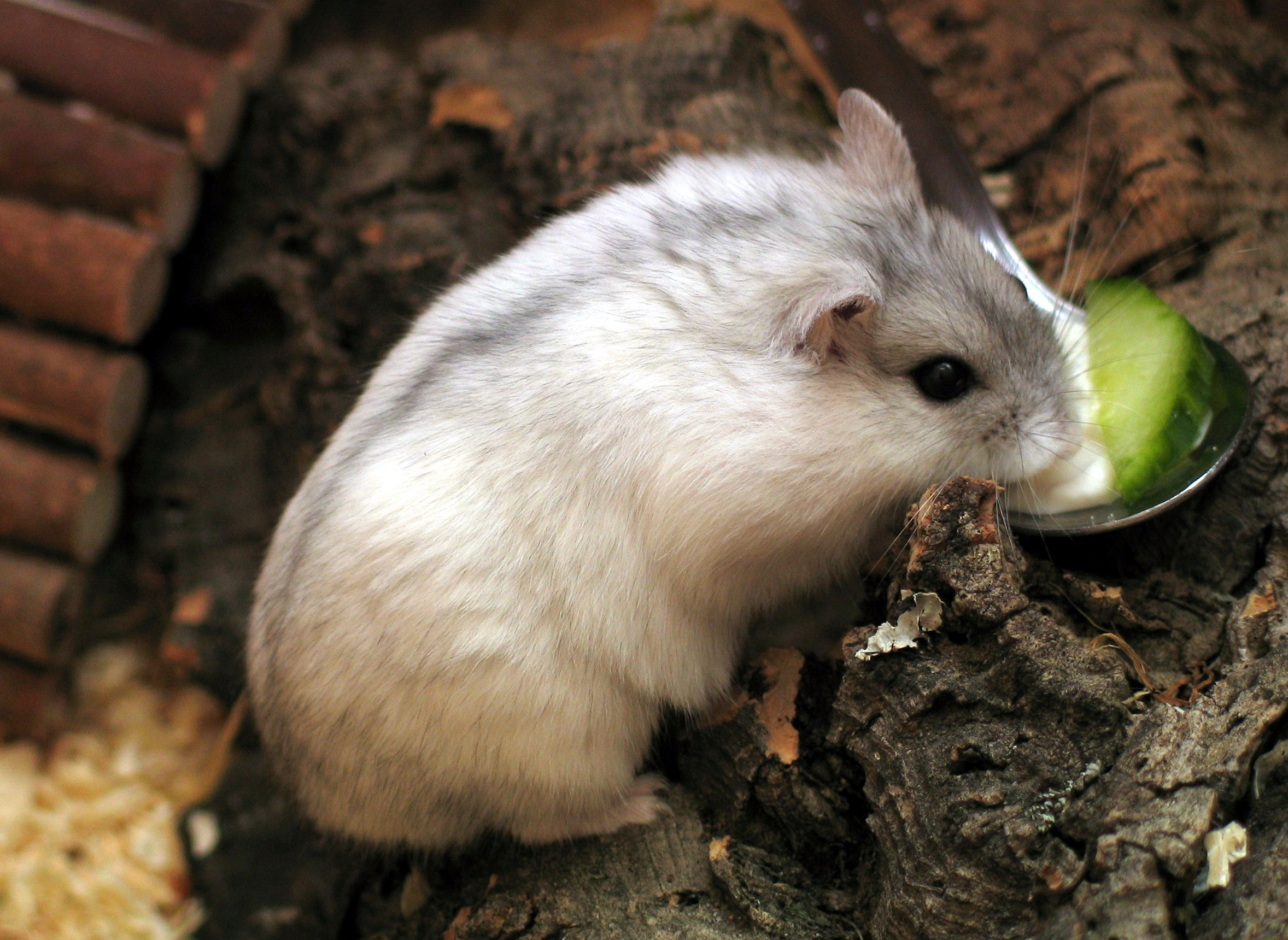
قداد جونغاري

يشير مصطلح «متباينة الحرارة» إلى الحيوانات التي يمكنها التبديل بين إستراتيجية «خارجية الحرارة» (أو «متغيرة الحرارة») و «داخلية الحرارة» (أو «ثابتة الحرارة»). وتحدث هذه التغييرات في الاستراتيجيات عادة على أساس يومي أو سنوي. يتم استخدامه في أكثر الأحيان كوسيلة لفك تذبذب معدلات الأيض كما يشاهد في بعض الثدييات الصغيرة والطيور (مثل الخفافيش والطيور الطنانة)، أكثر أنواع الخفافيش ترفع درجة حرارة جسمها ومعدل الأيض فقط أثناء النشاط. وعند الراحة يقل الأيض بشكل كبير، مما يؤدي إلى انخفاض درجة حرارة اجسامها لتعادل البيئة المحيطة. وهذا يجعلها «ثابتة الحرارة» عند نشاطها، «متغيرة الحرارة» عند راحتها. يطلق على هذه الظاهرة «السبات اليومي». تمت دراسة مكثفة على حيوان الهامستر قداد جونغاري خلال موسم السبات، فتبين أن الأيض عند هذا الحيوان ينخفض كل يوم بشكل كبير خلال مرحلة الراحة، وعند النشاط تعود وتصبح «داخلية الحرارة» ويعود التمثيل الغذائي بالزيادة، ليعود إلى وضعه الطبيعي في درجة حرارة الجسم (حوالي 38 مئوية).